# Fosse des Kouriles

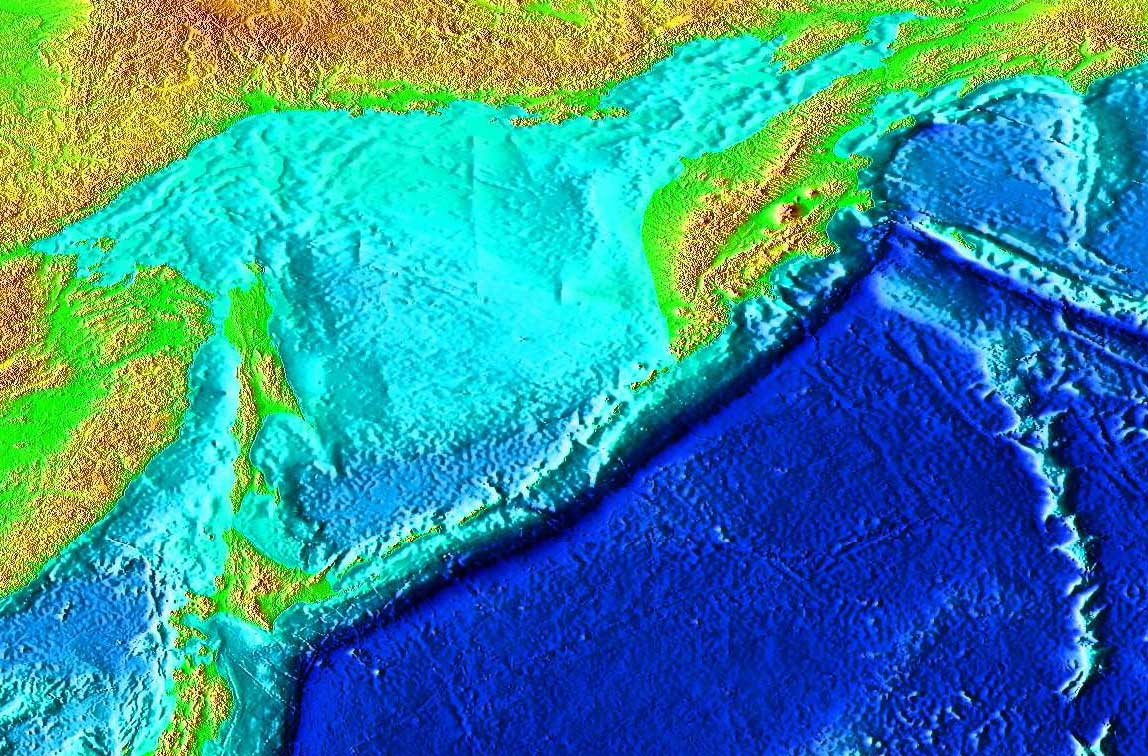
La fosse sous-marine des Kouriles en bleu foncé le long de l'archipel des Kouriles.

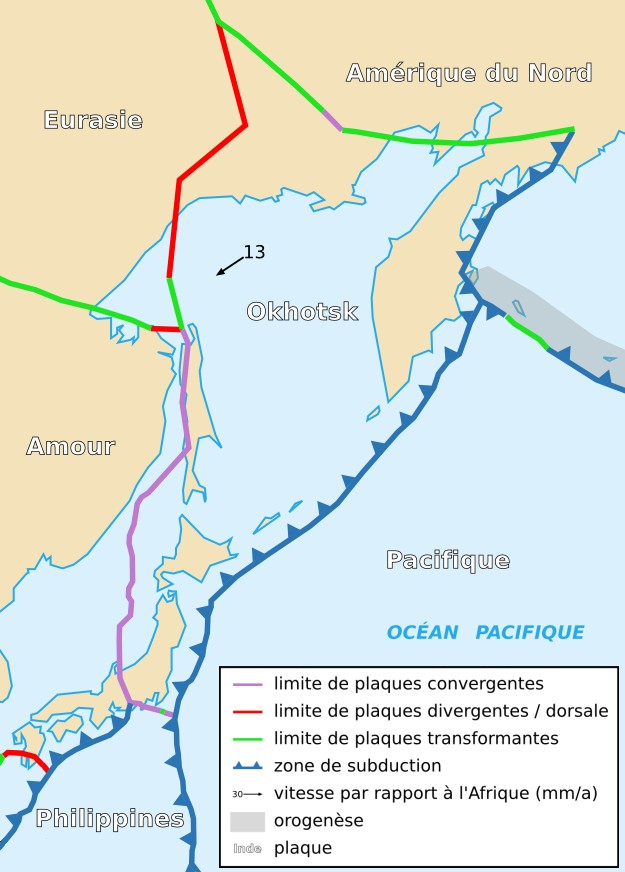
Les limites des plaques tectoniques dans la région.

La fosse des Kouriles, parfois appelée fosse des Kouriles-Kamtchatka, est une fosse océanique située dans le nord-ouest de l'océan Pacifique, créée par la convergence de deux plaques tectoniques : la plaque pacifique et la plaque d'Okhotsk. Sa profondeur maximale est de 9 600 mètres.
La fosse des Kouriles est le prolongement nord de la fosse du Japon. Elle s'étend du nord du Japon au nord de la péninsule du Kamtchatka, parallèlement à l'archipel des Kouriles et à la cote sud-est du Kamtchatka, entre 41° et 56° de latitude nord et 146° à 167° de longitude est. 
La subduction de la plaque pacifique sous la plaque d'Okhotsk est à l'origine de la fosse et engendre une activité volcanique intense en arrière de la fosse, les édifices volcaniques formant ainsi l'archipel des Kouriles et les chaînes de volcans du Kamtchatka, ceux-ci faisant eux-mêmes partie de la ceinture de feu du Pacifique.
La zone de subduction entraîne une importante activité sismique, qui elle-même engendre régulièrement des tsunamis destructeurs.